# Télévision Algérienne
Télévision Algérienne (ar:التلفزيون الجزائري ; it: Televisione algerina) è il primo canale pubblico algerino della Établissement public de télévision. Gli altri canali dell'ente pubblico sono Canal Algérie, Algérie 3, TV Tamazight 4 e Coran TV 5.